# Eugraphe melancholina
Eugraphe melancholina är en fjärilsart som beskrevs av Felix Bryk 1948. Eugraphe melancholina ingår i släktet Eugraphe och familjen nattflyn. Inga underarter finns listade i Catalogue of Life.